# Xenocrasis pubipennis
Xenocrasis pubipennis är en skalbaggsart som först beskrevs av Fisher 1952.  Xenocrasis pubipennis ingår i släktet Xenocrasis och familjen långhorningar. Inga underarter finns listade i Catalogue of Life.